# Església de Saint Paul (Birmingham)
Saint Paul's Church, en català, Església de Sant Pau és un Església Anglicana que es troba a la plaça de Sant Pau al barri joier de Birmingham, Anglaterra.
L'edifici de l'església va ser dissenyat per Roger Eykyn, de Wolverhampton. Es va començar a construir el 1777, i l'església va ser consagrada el 1779. Va ser construït sobre uns terrenys donats per Charles Colmore. Era l'església dels primers fabricants i comerciants de Birmingham (Matthew Boulton i James Watt), els quals tenien els seus propis bancs a l'església, que van ser comprats i venuts entre els feligresos en aquell moment.
Es tracta d'una església rectangular, similar en aparença a St Martin-in-the-Fields, de Londres. La torre va ser afegida el 1823 per Francis Goodwin.

## Finestra est

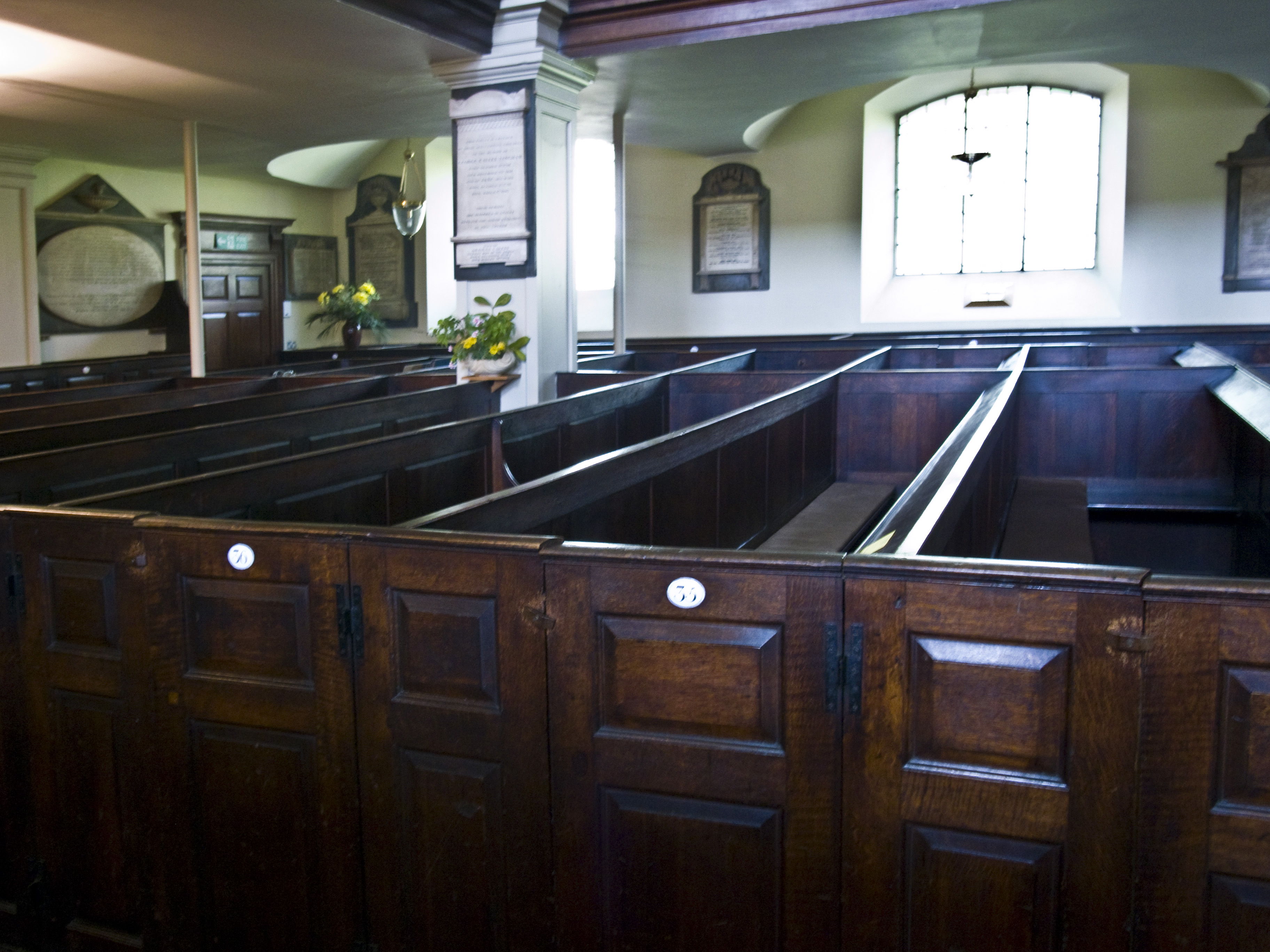
Vista interior de l'església

La finestra de l'est té unes vidrieres amb un important esmaltat de 1791, realitzades el 1791 per Francis Eginton segons un quadre fet per Benjamin West (c. 1786), actualment conservat al Dallas Museum of Art. Es mostra la conversió de Sant Pau.

## Orgue
L'església té una acústica excel·lent i des de fa temps dona concerts. L'orgue es va documentar per primera vegada a Sant Pau va ser construït el 1830 per James Bishop. Es troba a la galeria a l'extrem oest de l'església. Banfield va ampliar l'orgue el 1838. va ser reconstruït i ampliat el 1871 i posteriorment el 1897. L'orgue es va traslladar a la seva actual ubicació el 1927 per Conacher Sheffield & Co i va ser àmpliament reconstruït.

### Organistes
- James Stimpson 1842 - ????
- Thomas Munden
- George Hollins

## Campanes
El primer joc campanes va ser afegit el 2005. Anteriorment l'església disposava de 3 campanes que feia servir de marca horària. El 2005 es va afegir el joc nou amb motiu del 250è aniversari de l'església, inaugurat oficialment el 25 de novembre de 2005.